# Woodmere (Louisiana)
Woodmere és una població dels Estats Units a l'estat de Louisiana. Segons el cens del 2000 tenia 13.058 habitants.

## Demografia
Segons el cens del 2000, Woodmere tenia 13.058 habitants, 3.722 habitatges, i 3.305 famílies. La densitat de població era de 1.348,1 habitants/km².
Dels 3.722 habitatges en un 55% hi vivien nens de menys de 18 anys, en un 60,1% hi vivien parelles casades, en un 22,2% dones solteres, i en un 11,2% no eren unitats familiars. En el 8,8% dels habitatges hi vivien persones soles l'1,1% de les quals corresponia a persones de 65 anys o més que vivien soles. El nombre mitjà de persones vivint en cada habitatge era de 3,49 i el nombre mitjà de persones que vivien en cada família era de 3,67.
Per edats la població es repartia de la següent manera: un 35,6% tenia menys de 18 anys, un 10% entre 18 i 24, un 31,3% entre 25 i 44, un 20,1% de 45 a 60 i un 3% 65 anys o més.
L'edat mediana era de 29 anys. Per cada 100 dones de 18 o més anys hi havia 89,2 homes.
La renda mediana per habitatge era de 44.892 $ i la renda mediana per família de 45.378 $. Els homes tenien una renda mediana de 31.931 $ mentre que les dones 22.960 $. La renda per capita de la població era de 14.494 $. Entorn de l'11,5% de les famílies i el 12,8% de la població estaven per davall del llindar de pobresa.

## Poblacions més properes
El següent diagrama mostra les poblacions més properes.